# Petromyscus collinus
Petromyscus collinus är en däggdjursart som först beskrevs av Thomas och Hinton 1925.  Petromyscus collinus ingår i släktet afrikanska klippmöss, och familjen Nesomyidae. IUCN kategoriserar arten globalt som livskraftig. Inga underarter finns listade i Catalogue of Life.
Gnagarens mjuka päls är ljusbrun till brun på ovansidan och ljusgrå till vit på undersidan. På ovansidan är håren mörkgrå vid roten och ljusbrun till brun på spetsen. Ungdjur har en mera gråaktig päls. Huvudet kännetecknas av långa morrhår och av ganska stora avrundade öron. Öronen är inte köttfärgad och täckta av några korta hår. Kroppslängden (huvud och bål) är 62 till 97 mm och svanslängden 67 till 114 mm. Honor har 6 spenar.
Arten förekommer i sydvästra Afrika från sydvästra Angola över Namibia till västra Sydafrika. Den lever i kulliga områden och i bergstrakter mellan 100 och 2000 meter över havet. Habitatet utgörs av klippiga halvöknar med några buskar.

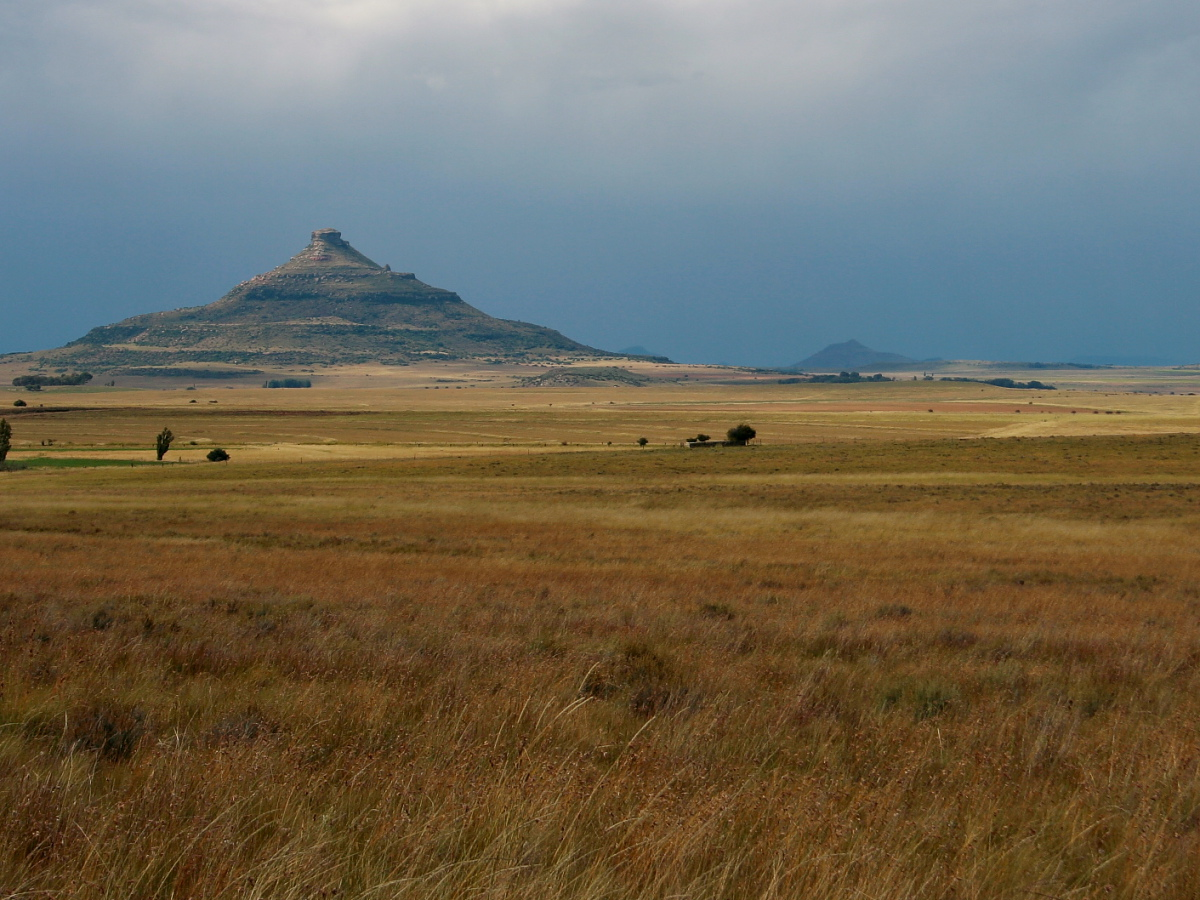
Typisk klippformation där gnagaren vistas.

Individerna är aktiva på natten och de går främst på marken. De vistas gärna på stora klippformationer med sprickor som erbjuder gömställen. Ofta söks födan som består av frön på jordiga ställen på bergets topp men där förekommer sällan växter. Antagligen plockar Petromyscus collinus frön ifrån hyraxarnas avföring. Kanske ingår även insekter i födan. Exemplar som hölls i fångenskap matades framgångsrik med frön. De behövde inte dricka över några veckor.
Honor har under sommaren bara en kull med 2 eller 3 ungarna. Vid födelsen är ungarna cirka 2,2 g tunga, nakna, döva och blinda. Öronen öppnas fram till tredje dagen, de första håren blir synliga fram till fjärde dagen och ögonen öppnas 12 till 14 dagar efter födelsen.